# Polná
Polná (deutsch Polna, älter auch Polm) ist eine Stadt im Okres Jihlava in Tschechien. Sie liegt 16 Kilometer nordöstlich der Kreisstadt Jihlava.

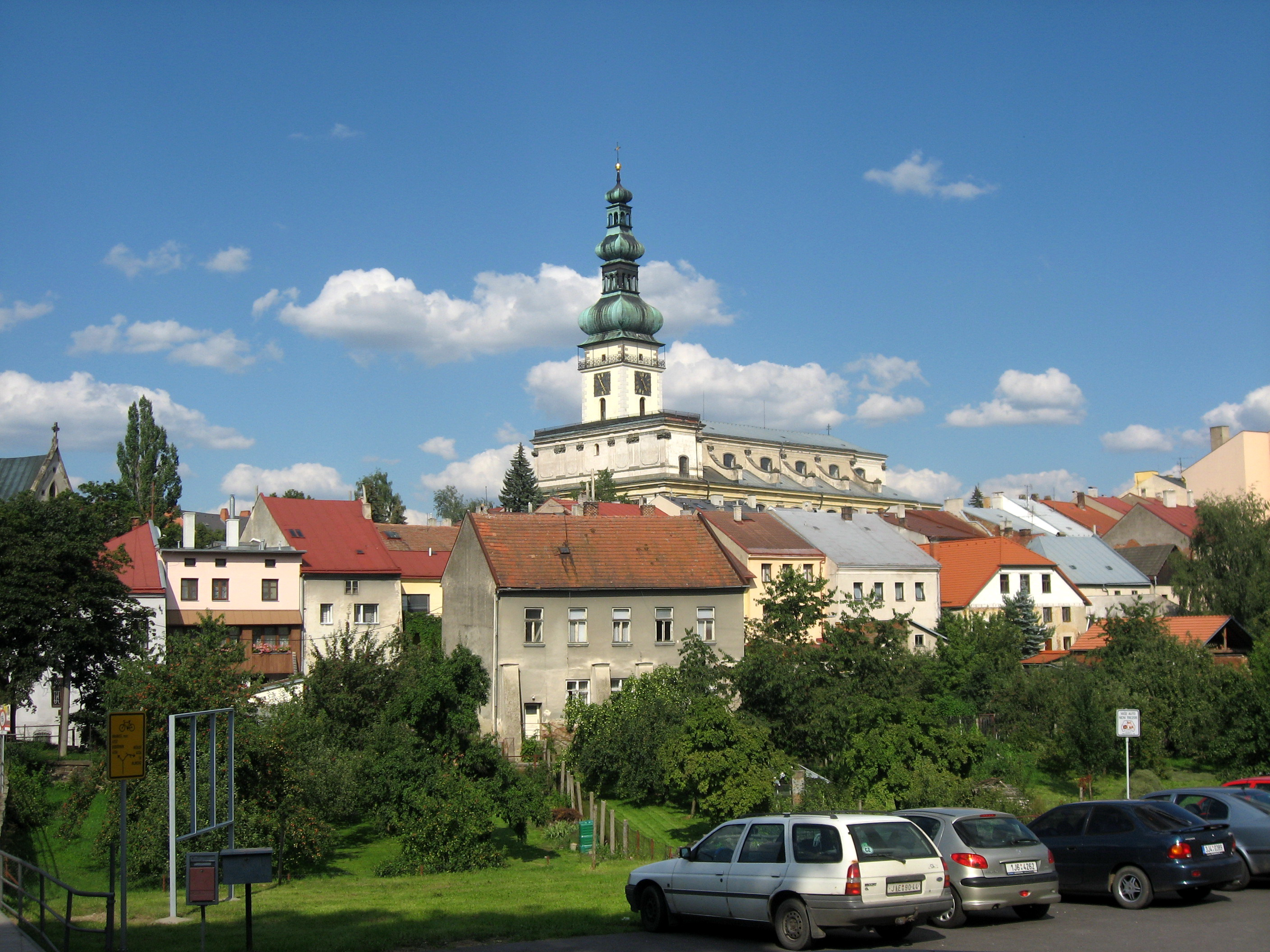
Ortsansicht

## Geographie
Polná gehört geographisch zur Böhmisch-Mährischen Höhe. In der Stadt fließen der Jamenský potok, Zhořský potok und Ochozský potok im Stausee Peklo zusammen und bilden den Fluss Šlapanka, der drei Kilometer nördlich an der Einmündung des Skrýšovský potok im Stausee Kukle erneut gestaut wird.
Nachbarorte sind Česká Jablonná und Přibyslav im Norden, Špinov und Poděšin im Nordosten, Rudolec und Janovice im Osten, Zhoř und Dobroutov im Südosten, Věžnička und Jamné im Süden, Ždirec und Dobronín im Südwesten, Štoky im Westen sowie Šlapanov und Dolní Věžnice im Nordwesten.

## Geschichte
Polná lag am Haberner Steig, der von Prag über Deutschbrod nach Mähren führte. Es wurde erstmals 1242 in einer Urkunde König Wenzels I. erwähnt, als er den Besitz von Pol(m)na dem Jan, Sohn des Zbislav von Bradčice, bestätigte. Der Urkunde kann auch entnommen werden, dass Polná damals bereits über eine der hl. Maria geweihte Kirche verfügte. Noch in der zweiten Hälfte des 13. Jahrhunderts entwickelte es sich zu einer Stadt. Spätere Eigentümer waren der Brünner Burggraf Wichard/Vikart von Polná und Heinrich von Leipa. Während der Zeit der Hussitenkriege gehörte es dem Hynek Ptáček von Pirkstein, der das benachbarte Přibyslav erwarb und es mit der Herrschaft Polná vereinte. Durch Heirat von Hynek Ptáčeks Tochter Margarethe/Markéta 1463 mit Viktorin, einen Sohn des böhmischen Königs Georg von Podiebrad, gelangte Polná an diesen. Er erteilte der Stadt 1479 bedeutende Stadtprivilegien und ein Wappen. Nachfolgend war es im Besitz der Herren Trčka von Lípa, von denen es 1538 Karl von Waldstein kaufte und 1553 durch Heirat an Zacharias von Neuhaus überging. Nach Zacharias Tod 1589 eignete sich dessen Neffe Adam II. von Neuhaus die Herrschaft Polná an. Dessen Sohn Joachim Ulrich musste sie 1597 an seinen größten Gläubiger Hartwig Zeidlitz/Seidlitz von Schönfeld (Hertvík Zejdlic ze Šenfeldu) verkaufen. Wegen seiner Beteiligung am böhmischen Ständeaufstand verlor Rudolf Zeidlitz von Schönfeld nach der Schlacht am Weißen Berg seine Besitzungen durch kaiserliche Konfiskation. Die gesamte Herrschaft Polná erwarb 1623 Kardinal Franz Xaver von Dietrichstein, von dem es an die Familie Dietrichstein vererbt wurde, der es fast 300 Jahre lang gehörte.
Im 19. Jahrhundert war Polná ein bedeutender Mittelpunkt der Nationalen Wiedergeburt der Tschechen, die durch die Schriftstellerin Božena Němcová unterstützt wurde, die 1840/42 in Polná wirkte. Von wirtschaftlicher Bedeutung war neben der Textilproduktion die Holzverarbeitung. Nach dem Stadtbrand 1863, bei dem 189 Häuser vernichtet wurden, stagnierte die weitere Entwicklung. Nachteilig wirkte sich zudem aus, dass Polná zunächst nicht an die Österreichische Nordwestbahn angeschlossen wurde. Erst 1903 erhielt es den Anschluss mit der Lokalbahn (Abschnitt Verkehr).

## Sehenswürdigkeiten

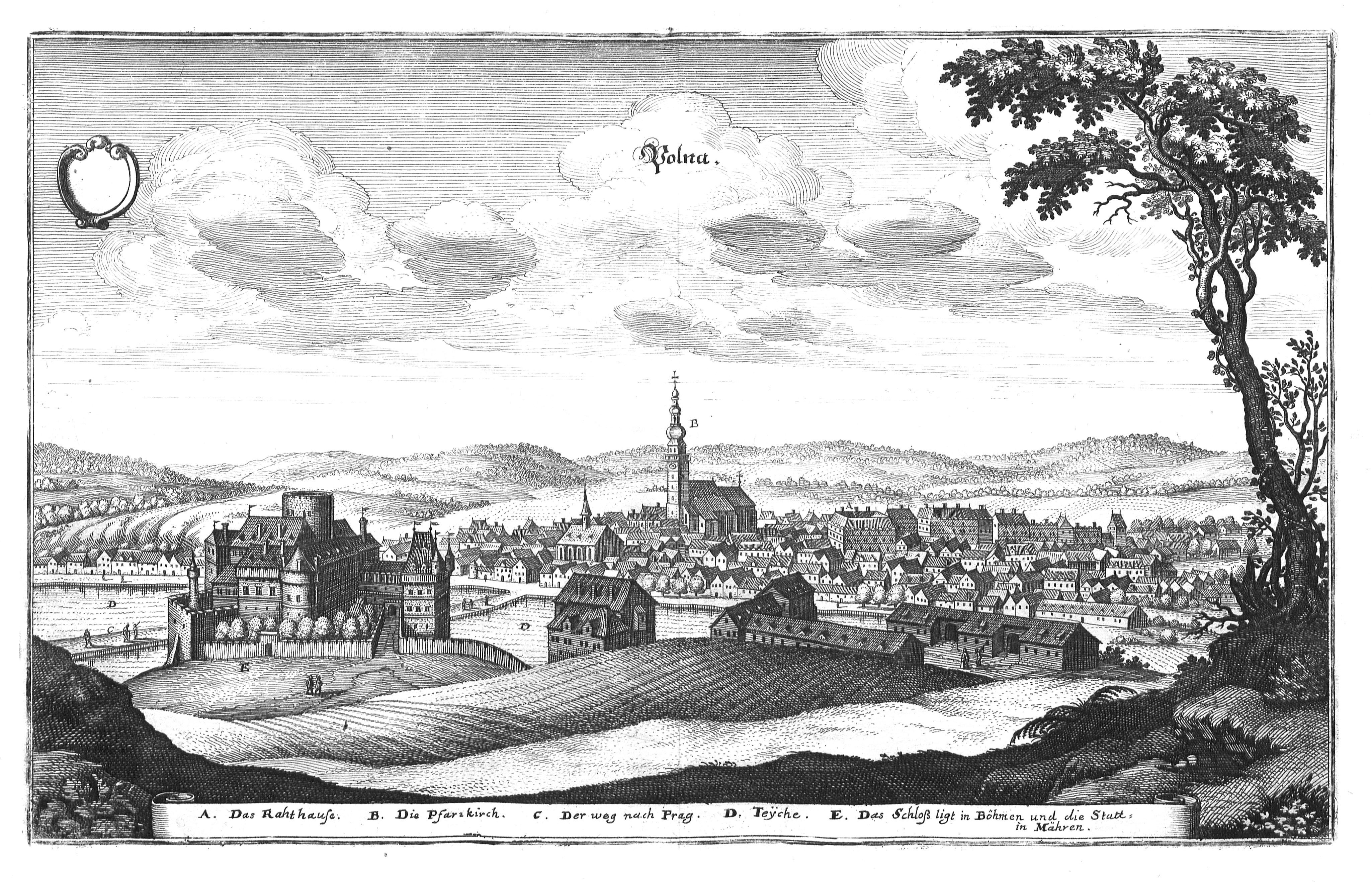
Ansicht um 1650

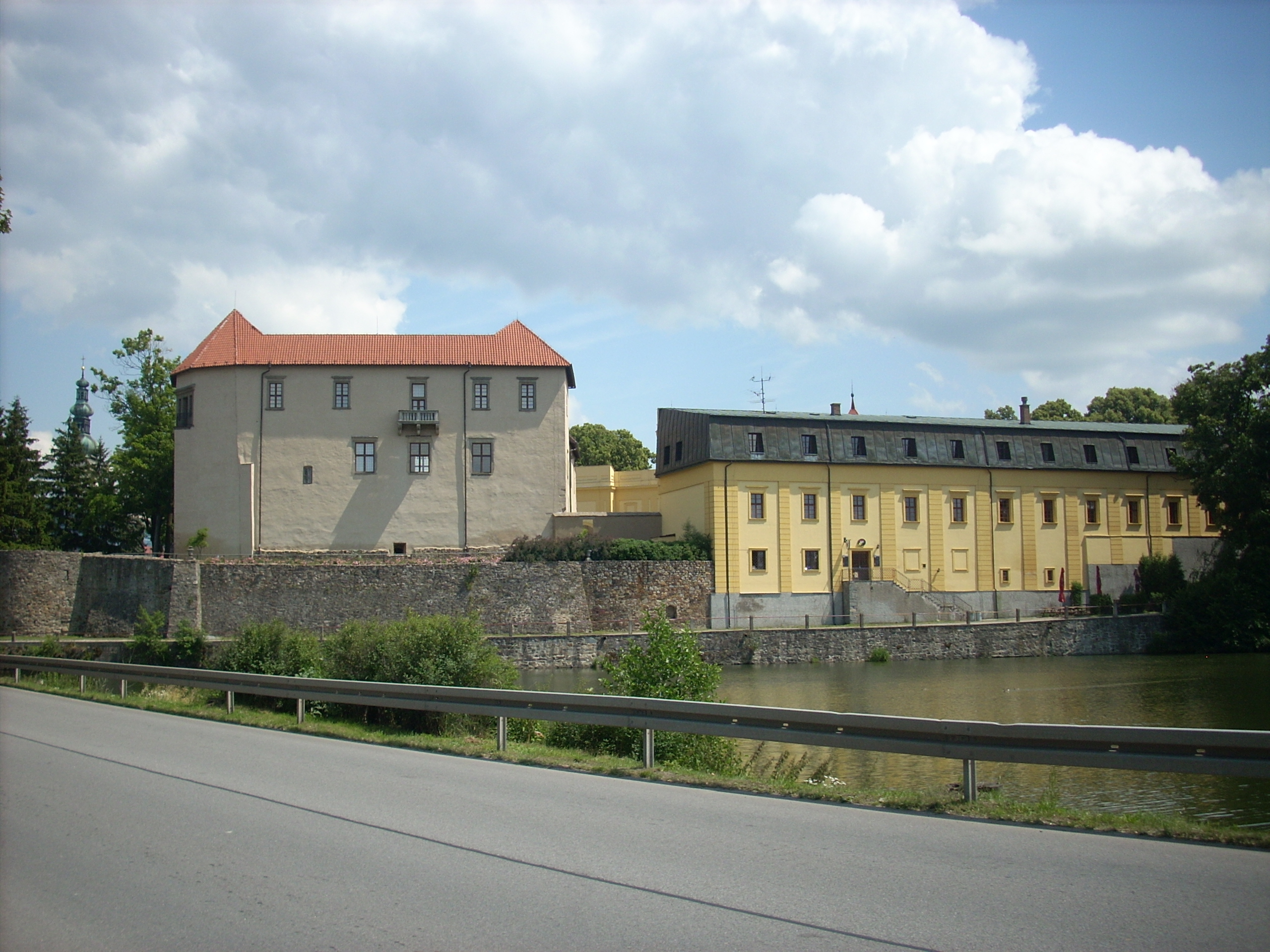
Burg Polná

- Die Burg Polná aus dem 13. Jahrhundert wurde 1490 erneuert und nach 1584 zu einem Schloss umgebaut. 1623–1636 wurde es erweitert und 1646/47 von den Schweden zerstört. Nach dem Wiederaufbau wurde es 1690–1693 und 1753 umgebaut und nach einem Brand 1844 teilweise abgerissen. In dem restaurierten Teil befindet sich heute das Stadtmuseum.
- Die Kirche Mariä Himmelfahrt wurde 1699–1707 an der Stelle eines gotischen Vorgängerbaus errichtet.
- Die Spitalkirche St. Anna wurde 1447 erbaut, 1684 barockisiert und im 19. Jahrhundert im Stil der Neugotik umgebaut.
- Die Friedhofskirche St. Katharina wurde um 1340 errichtet, 1488 erweitert und im 17./18. Jahrhundert umgebaut.
- Die Friedhofskirche St. Barbara stammt aus den Jahren 1720/1725.
- Das Dekanamt aus dem Anfang des 18. Jahrhunderts
- Renaissance-Bürgerhäuser auf dem Markt
- Gebäude der bürgerlichen Brauerei aus den Jahren 1863–1865
- Am östlichen Stadtrand befinden sich das ehemalige jüdische Ghetto von 1668, die Synagoge von 1684 und der jüdische Friedhof aus dem 16. Jahrhundert.

## Ritualmordprozess
Mit der Stadt Polná ist auch eine der letzten und bekanntesten Ritualmordlegenden in der Habsburgermonarchie verbunden. Am 29. März 1899 wurde die 19-jährige Näherin Anežka Hrůzová aus Malá Věžnice im Wald bei Polná ermordet und der jüdische Schustergeselle Leopold Hilsner der Tat verdächtigt. Die Kriminaluntersuchung und der nachfolgende Prozess, als Fall Hilsner bekannt geworden, waren stark antisemitisch gefärbt, insbesondere wurde Hilsner implizit ein Ritualmord vorgeworfen. Nachdem das erste, vom Bezirksgericht Kuttenberg gefällte Urteil am 25. April 1900 vom Obersten Gerichts- und Kassationshof auf Grund einer Nichtigkeitsbeschwerde aufgehoben wurde, wurde das Verfahren an das Geschworenengericht in Pisek delegiert. Dieses verurteilte Hilsner am 14. November 1900 zum Tode, eine neuerliche Nichtigkeitsbeschwerde vor dem OGH wurde am 23. April 1901 verworfen. Auf Betreiben u. a. von Tomáš Masaryk wurde Hilsner von Kaiser Franz Joseph I. zu lebenslanger Haft begnadigt; Bemühungen um eine Wiederaufnahme des Verfahrens scheiterten. 1918 wurde Hilsner aufgrund einer neuerlichen Begnadigung freigelassen. Eine Rehabilitierung fand zu Lebzeiten nicht statt, erst 2008 wurde er symbolisch rehabilitiert.

## Stadtteile
Zur Stadt Polná gehören die Ortschaften
- Hrbov (Herbau)
- Janovice (Janowitz)
- Nové Dvory (Deutsch Neuhof) und
- Skrýšov (Skrischow)

## Wirtschaft
Das Unternehmen TKZ fertigt hier Möbelbeschläge und Zubehör.

## Verkehr
Der Bahnverkehr auf der Strecke der Lokalbahn Polna-Stecken–Polna Stadt wurde 1982 eingestellt. Durch den Ort führt die Staatsstraße 348.

## Persönlichkeiten

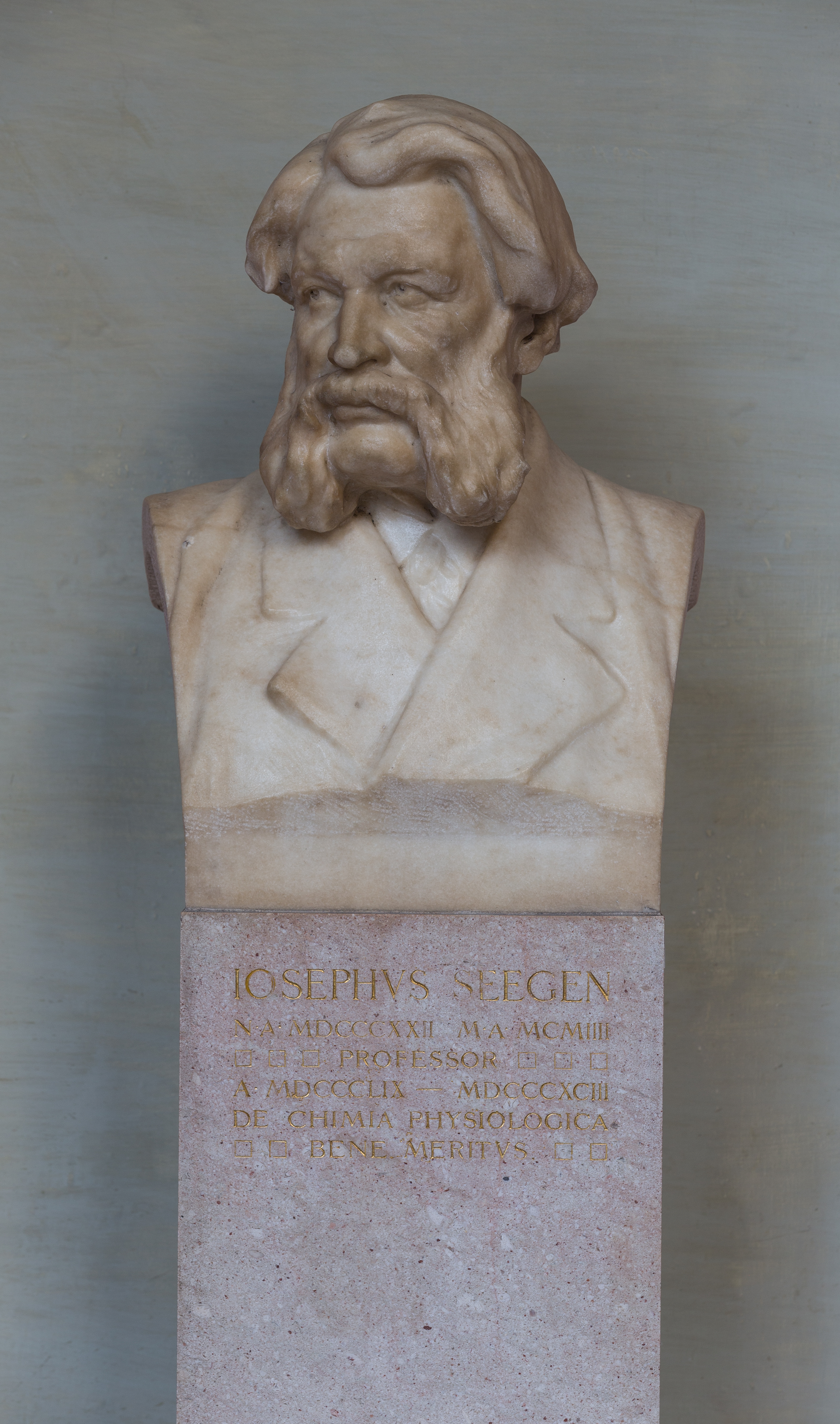
Josef Seegen

- Josef Seegen (1822–1904), Hochschullehrer für Balneologe und Physiologe an der Universität Wien
- Carl Warhanek (1829–1900), Unternehmer, Hoflieferant und Ehrenbürger
- Karel Knittl (1853–1907), Komponist, Dirigent und Musikpädagoge
- Theodor Novotny (1860–1942), österreichischer Schiffsingenieur
- Leopold Hilsner (1876–1928), Opfer eines antisemitisch begründeten Justizirrtums in Österreich-Ungarn
- František Kašík (1888–1969), Offizier